# Insulele Pitcairn
Insulele Pitcairn (în engleză Pitcairn Islands, în dialectul Pitkern: Pitkern Ailen), oficial numite Insulele Pitcairn, Henderson, Ducie și Oeno (engleză Pitcairn, Henderson, Ducie, and Oeno Islands), sunt un Teritoriu britanic de peste mări format din patru insule în sudul Oceanului Pacific.
Doar insula Pitcairn este locuită. Locuitorii sunt descendenții rebelilor de pe nava Bounty și ai tahitienilor care i-au însoțit. Cu o populație de sub 50 locuitori, Pitcairn este jurisdicția cea mai puțin populată de pe Pământ. În 1790, rebelii de pe HMAV Bounty s-au stabilit pe insulă și au incendiat nava. Aceasta este încă vizibilă în golful Bounty, fiind descoperită în 1957 de o expediție National Geographic. Cu toate că locuitorii au reușit să supraviețuiască ocupându-se de agricultură și pescuit, perioada inițială a fost marcată de tensiuni serioase între aceștia. Alcoolismul, criminalitatea și bolile au cauzat moartea majorității locuitorilor și a bărbaților tahitieni. Când insula a fost descoperită mai era locuită doar de John Adams, nouă femei și câțiva copii. Toți locuitorii sunt membri ai Bisericii Adventiste de Ziua a Șaptea.

### Abuzurile sexuale sunt o cutumă acceptată[3]
Insula a intrat în atenția publică în 2004, atunci când șase bărbați, inclusiv primarul Steve Christian – descendentul direct al lui Fletcher – au fost acuzați de abuzuri sexuale împotriva fetițelor de pe insulă. La procesul care s-a judecat în Noua Zeelandă, aflată la 3.000 de mile marine de Pitcairn, inculpații au fost achitați în urma depozițiilor femeilor adulte de pe pe Pitcairn care au confirmat că astfel de gesturi îngrozitoare pentru restul lumii sunt o cutumă ce funcționează de când rebelii au colonizat insula, pe motiv că numărul femeilor a fost întotdeauna mai mic decât al bărbaților. De altfel, de-a lungul timpului, s-au petrecut multe violuri și chiar crime pe insulă. Din acel moment s-a luat decizia de a-i ajuta pe pitcairnezii care au scăzut constant în număr.
Populația maximă de pe insulă a fost în timpul celui de-Al Doilea Război Mondial, atunci când numărul lor a fost de 200. Jaqui Christian, reprezentanta insulei în Europa, a declarat, în februarie 2015 că, în ciuda eforturilor de a aduce coloniști noi, o singură persoană și-a manifestat intenția de a se muta pe micuța insuliță din mijlocul Pacificului: “Realitatea este că nu avem posibilitatea de a le oferi și slujbe. Insularii obișnuiesc să vândă timbre, care sunt rarități dar, bineînțeles, colecționarea de timbre nu mai e ce a fost cândva”.

### O navă aprovizionează insula de patru ori pe an[4]
Doar câteva nave pe an vizitează insula și aduc provizii, din Noua Zeelandă, la fiecare trei luni. Există un singur magazin care e deschis doar de trei ori pe săptămână. Majoritatea pitcairnezilor sunt descendenți ai răsculaților de pe Bounty și ai celor 13 tahitieni.
Localnicii se ocupa  cu agricultura, pescuitul și creșterea animalelor, constituind o comunitate eminamente autarhică. Doamna Christian a precizat că, deși insula este “in the midlle of nowhere” există electricitate și chiar internet.
Moneda folosită este dolarul neozeelandez. În afară de Pitcairn, dominionul mai cuprinde alte trei insulițe, nelocuite: Henderson, Duci și Oeno. Capitala, dacă i se poate zice așa, se numește Adamstown, după numele unuia dintre ofițerii răsculați ajunși pe insulă. Poluarea este zero și, noaptea, când e senin, stele se văd ca nicăieri, iar ziua apele sunt mai albastre ca oriunde.